# هتل سوگو
هتل سوگو (انگلیسی: Hotel Sogo) شرکت مهمان‌نوازی فیلیپینی است، که در سال ۱۹۹۲ تأسیس شد.